# تنكس عصبي مرتبط بكيناز البانتوثينات
التنكس العصبي المرتبط بكيناز البانتوثينات (بّي كيه إيه إن)، يُعرف سابقًا باسم متلازمة هالرفوردين-سباتز، هو أحد الأمراض التنكسية الوراثية التي تصيب الدماغ مسببة الباركنسونية، وخلل التوتر، والخرف وفي النهاية الموت. يحدث التنكس العصبي في «بّي كيه إيه إن» بالترافق مع فرط الحديد المتراكم بشكل تدريجي في الدماغ.

## العلامات والأعراض
تبدأ الأعراض نموذجيًا في مرحلة الطفولة وتترقى مع التقدم في العمر لتسبب الموت مع بداية سن الرشد في أغلب الحالات. تظهر أعراض «بّي كيه إيه إن» قبل منتصف الطفولة، وغالبًا ما يُلاحظ حدوثها قبل سن العاشرة. تشمل الأعراض:
- خلل التوتر العضلي (الانقباضات العضلية اللاإرادية المتكررة التي قد تسبب نفضات أو التواءات في بعض المجموعات العضلية المعينة)
- عسر البلع والرتة بسبب إصابة مجموعات عضلية مسؤولة عن الكلام
- تقبض الأطراف أو صلابتها
- الرعاش
- حركات التلوي
- الخرف
- التقبض
- الضعف
- النوبات (نادرة)
- المشي على الأصابع
- التهاب الشبكية الصباغي، أحد الأمراض التنكسية التي تصيب الشبكية مسببة تغيرًا محتملًا في لونها إلى جانب تدهورها التدريجي ما يؤدي إلى العمى الليلي (العشى) وخسارة الرؤية بشكل كامل في النهاية.

يختبر 25% من الأفراد شكلًا غير نموذجي لتنكس «بّي كيه إيه إن»، إذ يبدأ ظهوره بعد سن العاشرة ويتخذ مسار تدهور أبطأ وأكثر تدرجًا مقارنة بالمصابين ممن تقل أعمارهم عن 10 سنوات. يعاني هؤلاء الأفراد من عجز كبير في الكلام إلى جانب عدد من الاضطرابات السلوكية والنفسية.
نتيجة الترقي التدريجي لهذا المرض التنكسي العصبي، يؤدي «بّي كيه إيه إن» إلى توقف الحركة والموت في مرحلة مبكرة من سن الرشد. ينجم الموت المبكر عن تطور العدوى مثل ذات الرئة، إذ لا يُعد المرض في حد ذاته مميتًا.

## التشخيص
يظهر الفحص العصبي دليلًا على تصلب العضلات أو ضعفها فضلًا عن الوضعيات والحركات الشاذة والرعاش. قد تساعد إصابة أحد أفراد الأسرة الأخرين في تحديد التشخيص. يمكن استخدام الفحوص الجينية في تأكيد وجود الجين الشاذ المسبب للمرض. مع ذلك، لا يُعد هذا الفحص متاحًا على نطاق واسع في وقتنا الحالي. يجب نفي أي أمراض أو اضطرابات حركية أخرى واستبعادها. غالبًا ما يخضع الأفراد الذين يظهرون أيًا من الأعراض المذكورة أعلاه للتصوير بالرنين المغناطيسي (إم آر آي) لكشف أي اضطرابات مرتبطة بالأعصاب. تظهر نتائج التصوير بالرنين المغناطيسي في غالبية الحالات ترسبات الحديد في العقد القاعدية. ما تزال معايير التشخيص قيد التطوير بهدف إيجاد وسيلة لتمييز «بّي كيه إيه إن» عن أشكال الأمراض التنكسية الأخرى المتسمة بتراكم الحديد في الدماغ (إن بي آي إيه).

### علم الأمراض العصبية
تشمل السمات المجهرية للتنكس العصبي المرتبط بكيناز البانتوثينات كلًا من مستويات الحديد العالية في الكرة الشاحبة والجزء الشبكي من المادة السوداء، إذ يظهر ذلك من خلال تغير اللون إلى البني الصدئ وفق نمط يُعرف باسم علامة عين النمر؛ والليبوفيوسين والميالين العصبي المتركزين في مناطق تراكم الحديد؛ وأجسام ليوي وعدد من البنى البيضوية عديمة النواة ذات المحاوير المتورمة التي تظهر تورمًا في السيتوبلازم مع عدد من الفجوات داخلها؛ يُشار إليها باسم أشباه الكرويات، أو محوار شولن أو الضمور المحواري العصبي.